# Vicegovernatore dell'Ohio
Il Vicegovernatore dell'Ohio (in inglese: Lieutenant Governor of Ohio) è la seconda carica costituzionale dello Stato federato dell'Ohio, dopo il governatore. Secondo la Costituzione dell'Ohio succede al Governatore qualora l'Ufficio sia vacante (per morte, dimissioni o impeachment).
Il suo mandato dura 4 anni ed è rinnovabile per una sola volta consecutiva.
Nel 1978 sono state apportate alcune modifiche alla Costituzione dell'Ohio relative al ruolo:
1. Come nella maggior parte degli altri Stati federati, il Vicegovernatore da allora sarebbe stato eletto dai cittadini insieme al Governatore, non più separatamente.
2. Il Vicegovernatore non sarebbe più stato il Presidente del Senato Statale dell'Ohio.

Da allora molti Vicegovernatori sono stati al contempo a capo di qualche Agenzia o Dipartimento statali.

## Vicegovernatori degni di nota
L'attuale detentore della carica è Jim Tressel del Partito Repubblicano, nominato dal governatore Mike DeWine il 14 febbraio 2025 per sostituire Jon Husted, nominato senatore.
Il 59° Vicegovernatore, Mike DeWine, è l'attuale Governatore dell'Ohio dal 2019.
Il 28° Vicegovernatore dell'Ohio, Warren G. Harding, è stato in seguito anche il 29º Presidente degli Stati Uniti.

## Elenco dei Vicegovernatori
Partiti
  Democratico   Repubblicano
| N°      | Nome                  | Inizio mandato   | Fine mandato           | Partito              |
| ------- | --------------------- | ---------------- | ---------------------- | -------------------- |
| 1       | William Medill        | 12 gennaio 1852  | 13 luglio 1853         | Partito Democratico  |
| Vacante | Vacante               | 13 luglio 1853   | 9 gennaio 1854         | -                    |
| 2       | James Myers           | 9 gennaio 1854   | 14 gennaio 1856        | Partito Democratico  |
| 3       | Thomas H. Ford        | 14 gennaio 1856  | 11 gennaio 1858        | Partito Repubblicano |
| 4       | Martin Welker         | 11 gennaio 1858  | 9 gennaio 1860         | Partito Repubblicano |
| 5       | Robert C. Kirk        | 9 gennaio 1860   | 13 gennaio 1862        | Partito Repubblicano |
| 6       | Benjamin Stanton      | 13 gennaio 1862  | 11 gennaio 1864        | Partito Repubblicano |
| 7       | Charles Anderson      | 11 gennaio 1864  | 29 agosto 1865         | Partito Repubblicano |
| Vacante | Vacante               | 29 agosto 1865   | 8 gennaio 1866         | -                    |
| 8       | Andrew McBurney       | 8 gennaio 1866   | 13 gennaio 1868        | Partito Repubblicano |
| 9       | John C. Lee           | 13 gennaio 1868  | 8 gennaio 1872         | Partito Repubblicano |
| 10      | Jacob Mueller         | 8 gennaio 1872   | 12 gennaio 1874        | Partito Repubblicano |
| 11      | Alphonso Hart         | 12 gennaio 1874  | 10 gennaio 1876        | Partito Repubblicano |
| 12      | Thomas Lowry Young    | 10 gennaio 1876  | 2 marzo 1877           | Partito Repubblicano |
| 13      | H. W. Curtiss         | 2 marzo 1877     | 14 gennaio 1878        | Partito Repubblicano |
| 14      | Jabez W. Fitch        | 14 gennaio 1878  | 12 gennaio 1880        | Partito Democratico  |
| 15      | Andrew Hickenlooper   | 12 gennaio 1880  | 9 gennaio 1882         | Partito Repubblicano |
| 16      | Rees G. Richards      | 9 gennaio 1882   | 14 gennaio 1884        | Partito Repubblicano |
| 17      | John George Warwick   | 14 gennaio 1884  | 11 gennaio 1886        | Partito Democratico  |
| 18      | Robert P. Kennedy     | 11 gennaio 1886  | 3 marzo 1887           | Partito Repubblicano |
| 19      | Silas A. Conrad       | 3 marzo 1887     | 9 gennaio 1888         | Partito Repubblicano |
| 20      | William C. Lyon       | 9 gennaio 1888   | 13 gennaio 1890        | Partito Repubblicano |
| 21      | Elbert L. Lampson     | 13 gennaio 1890  | 31 gennaio 1890        | Partito Repubblicano |
| 22      | William V. Marquis    | 31 gennaio 1890  | 11 gennaio 1892        | Partito Democratico  |
| 23      | Andrew L. Harris      | 11 gennaio 1892  | 13 gennaio 1896        | Partito Repubblicano |
| 24      | Asa W. Jones          | 13 gennaio 1896  | 8 gennaio 1900         | Partito Repubblicano |
| 25      | John A. Caldwell      | 8 gennaio 1900   | 13 gennaio 1902        | Partito Repubblicano |
| 26      | Carl L. Nippert       | 13 gennaio 1902  | 1 maggio 1902          | Partito Repubblicano |
| Vacante | Vacante               | 1 maggio 1902    | 26 giugno 1902         | -                    |
| 27      | Harry L. Gordon       | 26 giugno 1902   | 11 gennaio 1904        | Partito Repubblicano |
| 28      | Warren G. Harding     | 11 gennaio 1904  | 8 gennaio 1906         | Partito Repubblicano |
| 29      | Andrew L. Harris      | 8 gennaio 1906   | 18 giugno 1906         | Partito Repubblicano |
| Vacante | Vacante               | 18 giugno 1906   | 11 gennaio 1909        | -                    |
| 30      | Francis W. Treadway   | 11 gennaio 1909  | 9 gennaio 1911         | Partito Repubblicano |
| 31      | Atlee Pomerene        | 9 gennaio 1911   | 3 marzo 1911           | Partito Democratico  |
| 32      | Hugh L. Nichols       | 3 marzo 1911     | 13 gennaio 1913        | Partito Democratico  |
| 33      | W. A. Greenlund       | 13 gennaio 1913  | 11 gennaio 1915        | Partito Democratico  |
| 34      | John H. Arnold        | 11 gennaio 1915  | 8 gennaio 1917         | Partito Repubblicano |
| 35      | Earl D. Bloom         | 8 gennaio 1917   | 12 gennaio 1919        | Partito Democratico  |
| 36      | Clarence J. Brown Sr. | 12 gennaio 1919  | 8 gennaio 1923         | Partito Repubblicano |
| 37      | Earl D. Bloom         | 8 gennaio 1923   | 12 gennaio 1925        | Partito Democratico  |
| 38      | Charles H. Lewis      | 12 gennaio 1925  | 10 gennaio 1927        | Partito Repubblicano |
| 39      | Earl D. Bloom         | 10 gennaio 1927  | aprile 1928            | Partito Democratico  |
| 40      | William G. Pickrel    | aprile 1928      | novembre 1928          | Partito Democratico  |
| 41      | George C. Braden      | novembre 1928    | 14 gennaio 1929        | Partito Repubblicano |
| 42      | John T. Brown         | 14 gennaio 1929  | 12 gennaio 1931        | Partito Repubblicano |
| 43      | William G. Pickrel    | 12 gennaio 1931  | 9 gennaio 1933         | Partito Democratico  |
| 44      | Charles W. Sawyer     | 9 gennaio 1933   | 14 gennaio 1935        | Partito Democratico  |
| 45      | Harold G. Mosier      | 14 gennaio 1935  | 11 gennaio 1937        | Partito Democratico  |
| 46      | Paul P. Yoder         | 11 gennaio 1937  | 9 gennaio 1939         | Partito Democratico  |
| 47      | Paul M. Herbert       | 9 gennaio 1939   | 8 gennaio 1945         | Partito Repubblicano |
| 48      | George D. Nye         | 8 gennaio 1945   | 13 gennaio 1947        | Partito Democratico  |
| 49      | Paul M. Herbert       | 13 gennaio 1947  | 10 gennaio 1949        | Partito Repubblicano |
| 50      | George D. Nye         | 10 gennaio 1949  | 12 gennaio 1953        | Partito Democratico  |
| 51      | John William Brown    | 12 gennaio 1953  | 3 gennaio 1957         | Partito Repubblicano |
| Vacante | Vacante               | 3 gennaio 1957   | 14 gennaio 1957        | -                    |
| 52      | Paul M. Herbert       | 14 gennaio 1957  | 12 gennaio 1959        | Partito Repubblicano |
| 53      | John W. Donahey       | 12 gennaio 1959  | 14 gennaio 1963        | Partito Democratico  |
| 54      | John William Brown    | 14 gennaio 1963  | 13 gennaio 1975        | Partito Repubblicano |
| 55      | Dick Celeste          | 13 gennaio 1975  | 8 gennaio 1979         | Partito Democratico  |
| 56      | George Voinovich      | 8 gennaio 1979   | novembre 1979          | Partito Repubblicano |
| Vacante | Vacante               | novembre 1979    | 10 gennaio 1983        | -                    |
| 57      | Myrl H. Shoemaker     | 10 gennaio 1983  | 30 luglio 1985 (morto) | Partito Democratico  |
| Vacante | Vacante               | 30 luglio 1985   | 12 gennaio 1987        | -                    |
| 58      | Paul R. Leonard       | 12 gennaio 1987  | 14 gennaio 1991        | Partito Democratico  |
| 59      | Mike DeWine           | 14 gennaio 1991  | novembre 1994          | Partito Repubblicano |
| Vacante | Vacante               | novembre 1994    | 9 gennaio 1995         | -                    |
| 60      | Nancy Hollister       | 9 gennaio 1995   | 31 dicembre 1998       | Partito Repubblicano |
| Vacante | Vacante               | 31 dicembre 1998 | 11 gennaio 1999        | -                    |
| 61      | Maureen O'Connor      | 11 gennaio 1999  | 31 dicembre 2002       | Partito Repubblicano |
| Vacante | Vacante               | 1 gennaio 2003   | 13 gennaio 2003        | -                    |
| 62      | Jennette Bradley      | 13 gennaio 2003  | 5 gennaio 2005         | Partito Repubblicano |
| 63      | Bruce E. Johnson      | 5 gennaio 2005   | 8 dicembre 2006        | Partito Repubblicano |
| Vacante | Vacante               | 8 dicembre 2006  | 8 gennaio 2007         | -                    |
| 64      | Lee Fisher            | 8 gennaio 2007   | 10 gennaio 2011        | Partito Democratico  |
| 65      | Mary Taylor           | 10 gennaio 2011  | 14 gennaio 2019        | Partito Repubblicano |
| 66      | Jon Husted            | 14 gennaio 2019  | 21 gennaio 2025        | Partito Repubblicano |
| 67      | Jim Tressel           | 14 febbraio 2025 | in carica              | Partito Repubblicano |